# Miguel Sapochnik
Miguel Vicente Rosenberg-Sapochnik (Londra, 1º luglio 1974) è un regista britannico.
È principalmente noto per aver diretto il film Repo Men e diversi episodi della serie televisiva Il Trono di Spade, vincendo nel 2016 un premio Emmy per la miglior regia in una serie drammatica per l'episodio La battaglia dei bastardi.

## Carriera
Esordisce nella seconda metà degli anni novanta, disegnando gli storyboard di diversi film britannici.
Nel 2000, sceneggia e dirige il cortometraggio The Dreamer, mentre l'anno seguente è alla regia del videoclip del singolo Beautiful Inside della cantante Louise Redknapp.
Nel 2010 fa il suo debutto dietro la macchina da presa di un lungometraggio, producendo e dirigendo il thriller fantascientifico Repo Men, interpretato da Jude Law, Forest Whitaker e Liev Schreiber, che non ottiene il successo sperato, venendo bocciato dalla critica e risultando anche uno dei maggiori flop al botteghino dell'anno.
Sapochnik si dedica allora al panorama televisivo statunitense, dirigendo tra il 2011 e i 2014 alcuni episodi di Banshee - La città del male, Fringe, Dr. House - Medical Division e Mind Games, dove figura anche come produttore esecutivo.
La svolta avviene nel 2015, quando dirige due episodi per la quinta stagione della popolare serie televisiva fantasy Il Trono di Spade. In seguito all'ampio consenso tra il pubblico di uno degli episodi da lui diretti, Aspra Dimora, i produttori assegnano prontamente a Sapochnik la regia dei due episodi finali della sesta stagione nel 2016. Gli episodi vengono accolti in maniera estremamente positiva da pubblico e critica, e Sapochnik viene candidato a diversi premi per l'episodio La battaglia dei bastardi, tra cui un premio Hugo, un Directors Guild of America Award ed un Emmy, vincendo gli ultimi due per la miglior regia in una serie drammatica.

## Filmografia

### Regista

#### Cinema
- The Dreamer - cortometraggio (2000)
- Repo Men (2010)
- Finch (2021)

#### Televisione
- Dr. House - Medical Division (House, M.D.) - serie TV, 6 episodi (2011-2012)
- Fringe - serie TV, episodi 4x03-5x01 (2011-2012)
- Awake - serie TV, episodio 1x13 (2012)
- Falling Skies - serie TV, episodio 2x04 (2012)
- Banshee - La città del male (Banshee) - serie TV, episodi 1x09-1x10 (2013)
- Revolution - serie TV, 1 episodio 1x12 (2013)
- Under the Dome - serie TV, episodio 1x07 (2013)
- Mind Games - serie TV, episodi 1x01-1x02 (2014)
- Extant - serie TV, episodio 1x12 (2014)
- True Detective - serie TV, episodio 2x05 (2015)
- Masters of Sex - serie TV, episodio 3x03 (2015)
- Il Trono di Spade (Game of Thrones) - serie TV, 6 episodi (2015-2019)
- Iron Fist - serie TV, episodio 1x04 (2017)
- House of the Dragon – serie TV, episodi 1x01-1x06-1x07 (2022)

#### Web
- Banshee: Origins - webserie, episodi 1x02-1x03 (2013)

### Disegnatore di storyboard
- Small Faces, regia di Gilles MacKinnon (1996)
- L'ospite d'inverno (The Winter Guest), regia di Alan Rickman (1997)
- Una vita esagerata (A Life Less Ordinary), regia di Danny Boyle (1997)
- Janice Beard - Segretaria in carriera (Janice Beard), regia di Clare Kilner (1999)

### Produttore

#### Cinema
- Repo Men (2010)
- Finch, regia di Miguel Sapochnik (2021)

#### Televisione
- Mind Games - serie TV, 14 episodi (2014)
- House of the Dragon – serie TV (2022-in corso)

### Sceneggiatore
- The Dreamer - cortometraggio (2000)

## Videografia
- Louise Redknapp - Beautiful Inside (2001)

## Premi e riconoscimenti
- 2016 - Primetime Emmy Awards[10]
  - Miglior regia in una serie drammatica per La battaglia dei bastardi
- 2016 - Directors Guild of America Awards
  - Miglior regia in una serie drammatica per La battaglia dei bastardi
- 2017 - Premi Hugo
  - Candidato alla migliore rappresentazione drammatica, forma breve per La battaglia dei bastardi